# Liste des œuvres de Joan Fuster
Cet article dresse la liste des œuvres de l’écrivain valencien Joan Fuster (1922-1992).

## Essais
- (es) Antología del surrealismo español (avec José Albi), Alicante, Verbo, Cuadernos Literarios, 1954
- (ca) La poesia catalana fins a la Renaixença, Mexico, Edicions Catalanes de Mèxic, 1954
- (ca) Pàgines escollides de sant Vicent Ferrer, Barcelone, Barcino, 1955
- (ca) El descrèdit de la realitat, Majorque, Moll, 1955
- (ca) Antologia de la poesia valenciana, Barcelone, Selecta, 1956
- (ca) La poesia catalana (deux volumes), Majorque, Moll, 1956
- (ca) Les originalitats, Barcelone, Barcino, 1956
- (ca) El món literari de sor Isabel de Villena, Valence, Lo Rat Penat, 1957
- (ca) Figures de temps, Barcelone, Selecta, 1957
- (ca) Elogi del meu poble, Palma, Moll, 1958
- (ca) Recull de contes valencians, Barcelone, Albertí, 1958
- (ca) Ausiàs March. Antologia poètica, Barcelone, Selecta, 1959
- (ca) Un món per a infants (sélection de Joan Fuster, illustrations d’Andreu Alfaro), Valence, 1959
- (ca) Judicis finals, Majorque, Moll, 1960
- (ca) Joan Serrallonga. Vida i mite del famós bandoler, Barcelone, Aedos, 1961
- (es) Valencia, Madrid, Dirección General de Turismo, 1961
- (ca) Nosaltres, els valencians, Barcelone, Edicions 62, 1962
- (es) El País Valenciano, Barcelone, Destino, 1962
- (ca) Poetes, moriscos i capellans, Valence, L'Estel, 1962
- (ca) Qüestió de noms, Barcelone, Aportació Catalana, 1962
- (ca) El bandolerisme català II. La llegenda', Barcelone, Aymà, 1963
- (ca) Raimon, Barcelone, Alcides, 1964
- (ca) Diccionari per a ociosos, Barcelone, A. C., 1964
- (ca) Alicante y la Costa Blanca, Barcelone, Planeta, 1965
- (ca) Causar-se d'esperar, Barcelone, A. C., 1965
- (ca) Combustible per a falles, Valence, Garbí, 1967
- (ca) L'home, mesura de totes les coses, Barcelone, Edicions 62, 1967
- (ca) Consells, proverbis i insolències, Barcelone, A. C., 1968
- (ca) Examen de consciència, Barcelone, Edicions 62, 1968
- (ca) Heretgies, revoltes i sermons. Tres assaigs d'història cultural, Barcelone, Selecta, 1968
- (ca) Obres completes I. Llengua, literatura, història, Barcelone, Edicions 62, 1968
- (ca) Abans que el sol no creme, Barcelone, La Galera, 1969
- (ca) Obres completes II. Diari 1952-1960, Barcelone, Edicions 62, 1969
- (ca) « Hi ha més catalans encara », Dolça Catalunya, Barcelone, Mateu,‎ 1969
- (ca) L'Albufera de València, Barcelone, Edicions de la Rosa Vera, 1970
- (ca) Obres completes III. Viatge pel País Valencià, Barcelone, Edicions 62, 1971
- (ca) Babels i babilònies, Majorque, Moll, 1972
- (ca) Literatura catalana contemporània, Barcelone, Curial, 1972
- (es) Rebeldes y heterodoxos (trad. Josep Palàcios), Esplugues de Llobregat, Ariel, 1972
- (es) Contra Unamuno y los demás, Barcelone, Península, 1975
- (ca) Obres completes IV. Assaigs 1, Barcelone, Edicions 62, 1975
- (ca) La Decadència al País Valencià, Barcelone, Curial, 1976
- (ca) Un país sense política : Reflexions valencianes, Barcelone, La Magrana, 1976
- (ca) El blau en la senyera, Valence, Tres i Quatre, 1977
- (ca) Contra el noucentisme, Barcelone, Crítica, 1977
- (ca) Obres completes V. Literatura i llegenda, Barcelone, Edicions 62, 1977
- (ca) Destinat (sobretot) a valencians, Valence, Tres i Quatre, 1979
- (ca) Notes d'un desficiós (préf. Vicent Ventura), Valence, Almudín, 1980
- (ca) Ara o mai, Valence, Tres i Quatre, 1981
- (ca) Indagacions i propostes (préf. Carme Arnau), Barcelone, Edicions 62 / La Caixa, 1981
- (ca) País Valencià, per què?, Valence, Tres i Quatre, 1982
- (ca) Joan Fuster en els seus millors escrits, Barcelone, Miquel Ariman, 1982
- (ca) Veure el País Valencià, Barcelone, Destino, 1983
- (ca) Cultura nacional i cultures regionals dins els Països Catalans, Barcelone, Departament de Cultura de la Generalitat de Catalunya, 1983
- (ca) Sagitari (préf. Enric Sòria), Valence, Diputació de València, 1985
- (ca) Pamflets polítics, Barcelone, Empúries, 1985
- (ca) Punts de meditació (Dubtes de la «Transición»), Valence, Eliseu Climent, 1985
- (ca) Llibres i problemes del Renaixement, Barcelone, Publicacions de l'Abadia de Montserrat, 1989
- (ca) Textos d'exili (préf. Alfons Cucó, Santi Cortés (ed.)), Valence, Generalitat Valenciana, 1991
- (ca) Obres completes VI. Assaigs 2., Barcelone, Edicions 62, 1991
- (ca) Ser Joan Fuster. Antologia (J. A. Fluixà et A. Martínez (ed.)), Alzira, Bromera, 1991
- (ca) L'aventura del llibre català (postface Francesc Vallverdú), Barcelone, Empúries, 1992
- (ca) Estudis d'història cultural. Antologia de textos (préf. Francesc Michavila, postface Francesc Pérez Moragón), Castelló de la Plana, Universitat Jaume I, 1992
- (ca) Figures de temps (préf. Josep Iborra), Valence, Institució Alfons el Magnànim, coll. « BAV », 1993
- (ca) Elogi del meu poble (AntoniFurió), Sueca, A la Ribera del Xúquer, 1993
- (ca) Fuster sabàtic, Altea, Aigua de Mar, 1994
- (ca) Dietari inèdit (31-VII-54/2-X-55), Altea, Aigua de Mar, 1994
- Llegint i escrivint (Artículos periodísticos en Levante-EMV, 1952-1957), Barcelone, Prensa Ibérica, 1995
- (ca) Misògins i enamorats, Alzira, Bromera, 1995
- (ca) Escrits sobre la llengua, Valence, Tàndem, 1996
- (ca) Raons i paraules (édition d’Isidre Crespo), Barcelone, Hermes Editora General, 1999
- (ca) Aforismes (édition d’Isidre Crespo), Alzira, Bromera, 2000
- (ca) Poesia, aforismes, diari, vinyetes i dibuixos. Obra completa. Volum primer, Barcelone, Edicions 62 / Diputació de Barcelona / Universitat de València, 2002
- (ca) Les Constitucions del Convent de Sant Josep de València (segle XVI), Valence, PUV, 2002
- (ca) De viva veu. Entrevistes 1952-1992, Catarroja, Afers, 2003
- (ca) Dos quaderns inèdits, Alzira, Bromera, 2004
- (ca) Viure per viure (préf. Antoni Furió), Valence, PUV, 2005
- (ca) Bestiari, Valence, Universitat de València-Càtedra Joan Fuster, 2005
- (ca) Contra Unamuno i tots els altres (introduction et traduction de Ferran Garcia-Oliver), Alzira, Bromera, 2007
- (ca) Heregies, revoltes i sermons, Catarroja, Afers, 2008
- (ca) Discordances, Alzira, Bromera, 2010
- (ca) Més discordances, Alzira, Bromera, 2011
- (ca) Significació espiritual de la Muntanyeta dels Sants, Sueca, A la Ribera del Xúquer,, 2011
- (ca) Assaig I. Assaig II. Obra completa. (édition d’Antoni Furió i Josep Palàcios), Barcelone, Edicions 62/Universitat de València, 2012
- (ca) Paul Claudel (de Paul Claudel ; version et adaptation de Joan Fuster ; édition de Santi Vallés et Francesc Pérez Moragón), Les idees religioses i l'existencialisme en el teatre modern. La bona nova a Maria, Paiporta, Denes, coll. « Rent », 2014[1]
- (ca) Notes d'un desficiós (préf. Nel·lo Pellisser, postface Emili Piera), Valence, Institució Alfons el Magnànim, coll. « Papers de Premsa », 2017
- (ca) Escrits de combat (préf. Lluís Carod Rovira, postface Ferran Garcia-Oliver), Valence, Tres i Quatre, 2020recueil de pamphlets politiques (1962-1983)
- Figura d'assaig. Literatura, crítica, cultura (1948-1992) (sélection et prologue d'Antoni Martí Monterde), Barcelone, Comanegra, 2021
- (es) Escritos de crítica cultural (F. Pérez Moragón et Salvador Ortells (eds.)), Valence, PUV, 2022

## Poésie
- (ca) Sobre Narcís, Valence, Torre, 1948
- (ca) 3 poemes, Alicante, Verbo, 1949
- (ca) Ales o mans, Valence, Torre, 1949
- (ca) Va morir tan bella, Valence, Torre, 1951
- (ca) Terra en la boca, Barcelone, Barcino, 1953

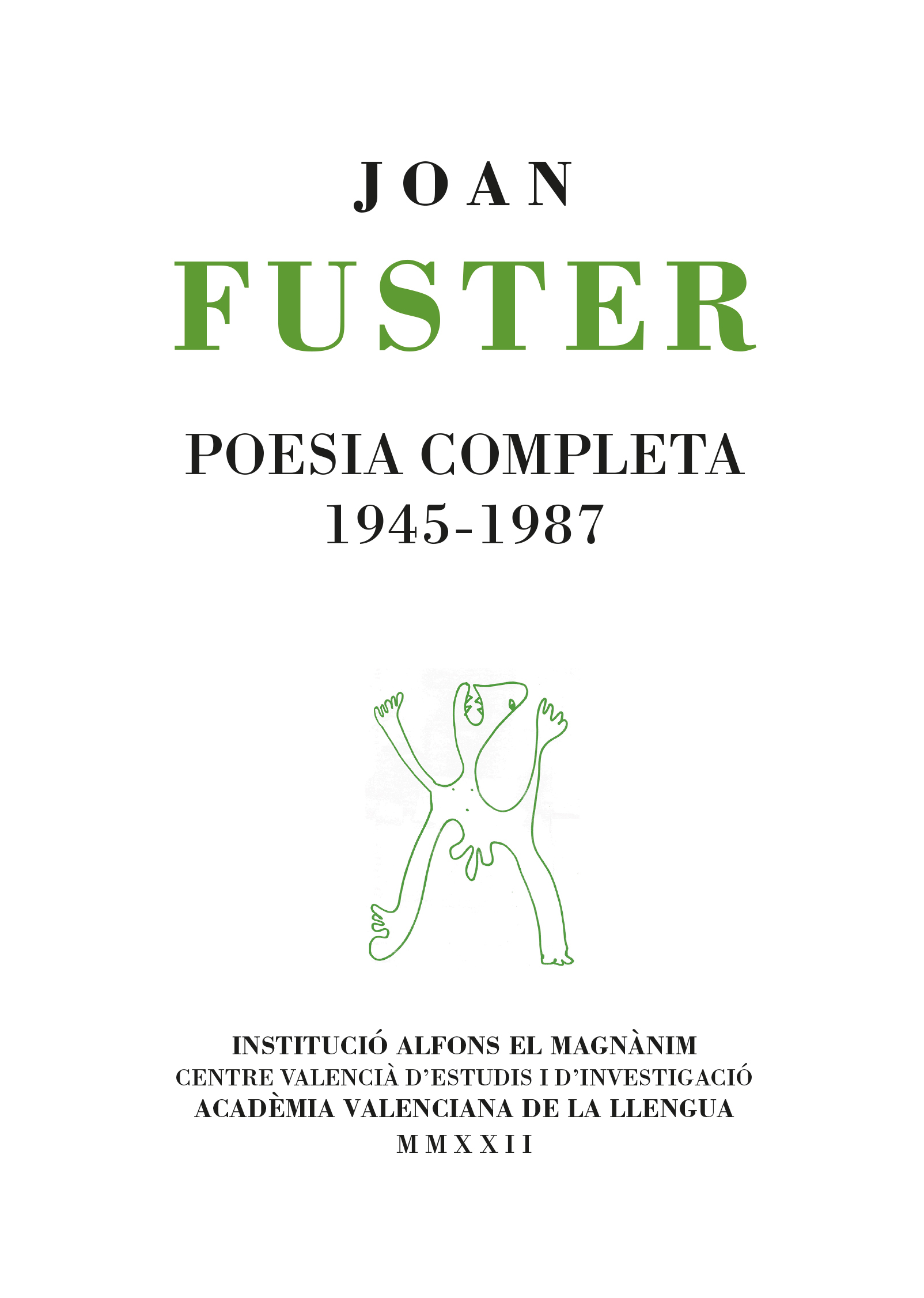

- (ca) Escrit per al silenci, Valence, Institució Alfons el Magnànim / Eliseu Climent, 1954, 2e éd.
- (ca) Elegia a Rabelais [« Élégie à Rabelais »], Barcelone, 1969
- (ca) Set llibres de versos (préf. Joan Fuster), Valence, Eliseu Climent, 1987
- (ca) Obra pia (1947-1960), Alzira-Sueca, Bromera-A la Ribera del Xúquer, 1989
- (ca) Antologia poètica, Barcelone, Proa, 1993
- (ca) Poesia (Set llibres de versos, Obra pia, Poemes solts), Barcelone, Edicions 62 / Diputació de Barcelona / Universitat de València, 2002
- (ca) Joan Fuster recitable (livre-CD), La Pobla Llarga, Edicions 96, 2016
- (ca) Poemes inèdits, Valence, Institució Alfons el Magnànim, 2018
- (ca) Poesia completa 1945-1987 (édition et prologue de Salvador Ortells Miralles), Valence, Institució Alfons el Magnànim / Acadèmia Valenciana de la Llengua, 2022
- (ca) 77 poemes (introduction et sélection de Josep Ballester), Lérida, Pagès, 2022
- (ca) No prosa. Poemes entre el surrealisme i la ironia, Barcelone, Saldonar, 2022

## Correspondance
- (ca) Epistolari Joan Fuster-Vicenç Riera Llorca (Josep Ferrer et Joan Pujadas (eds.)), Barcelone, Curial, 1993
- (ca) Correspondència 1. Cahner, Manent, Riba, Pla, Espriu, Vilallonga (Francesc Pérez Moragón (ed.)), Valence, Tres i Quatre, 1998
- (ca) Correspondència 2. Agustí Bartra i altres noms de l'exili americà (Santi Cortés (ed.)), Valence, Tres i Quatre, 1998
- (ca) Correspondència 3. Ernest Martínez Ferrando (Vicent Alonso (ed.)), Valence, Tres i Quatre, 1999
- (ca) Correspondència 4. Manuel Sanchis Guarner, Josep Giner, Germà Colón (Antoni Ferrando (ed.)), Valence, Tres i Quatre, 2000
- (ca) Correspondència 5. Francesc de Borja Moll i Aina Moll, Joan Coromines, Josep Maria Llompart (Josep Ferrer i Joan Pujadas (ed.)), Valence, Tres i Quatre, 2002
- (ca) Correspondència 6. Vicent Ventura i Josep Garcia Richart (Adolf Beltran (ed.)), Valence, Tres i Quatre, 2003
- (ca) Correspondència 7. Joaquim Maluquer, 1a part. (Xavier Ferré (ed.)), Valence, Tres i Quatre, 2004
- (ca) Correspondència 8. Joaquim Maluquer, 2a part. (Xavier Ferré (ed.)), Valence, Tres i Quatre, 2005
- (ca) Correspondència 9. Xavier Casp, Miquel Adlert, Santiago Bru i Vidal, 1a part. (Josep Ballester (ed.)), Valence, Tres i Quatre, 2006
- (ca) Correspondència 10. Xavier Casp, Miquel Adlert, Santiago Bru i Vidal, 2a part. (Josep Ballester (ed.)), Valence, Tres i Quatre, 2007
- (ca) Correspondència 11. Rafael Tasis, Joan Triadú, Antoni Comas, Albert Manent i Joaquim Molas (1a part) (Josep-Vicent Garcia Raffi (ed.)), Valence, Tres i Quatre, 2009
- (ca) Correspondència 12. (Josep-Vicent Garcia Raffi (ed.)), Valence, Tres i Quatre, 2010
- (ca) Correspondència 13. Max Cahner (Josep Ferrer et Joan Pujades (ed.)), Valence, Tres i Quatre, 1998
- (ca) Correspondència 14. La generació valenciana dels seixanta : Lluís V. Aracil, Alfons Cucó, Màrius Garcia Bonafé i altres (Juli Capilla (ed.)), Valence, Tres i Quatre, 2013
- (ca) Antoni Furió (Joan Pujadas Marquès et Josep Ferrer Costa (ed.)), Correspondència 15. Vicenç Riera Llorca. 1a part, Valence, Tres i Quatre, 2020
- (ca) Correspondència 16. Vicenç Riera Llorca. 2a part (J. Pujadas Marquès et J. Ferrer Costa), Valence, Tres i Quatre, 2020
- (ca) Correspondència 17. Valencianistes de postguerra. 1a part (Faust Ripoll), Valence, Tres i Quatre, 2022
- (ca) Correspondència 18. L'entorn d'Edicions 62, 1a part (Josep Maria Castellet i Francesc Vallverdú) (Teresa Muñoz Lloret (ed.)), Valence, Tres i Quatre, 2022
- (ca) Correspondència 19. L'entorn d'Edicions 62, 1a part (Eulàlia Duran i Teresa Lloret) (Teresa Muñoz Lloret (ed.)), Valence, Tres i Quatre, 2022

## Traductions
Castillan
- El descrédito de la realidad (traduction de Josep Palàcios), Barcelone, Seix Barral, 1957
- Las originalidades. Maragall y Unamuno frente a frente: Santiago de Chile/Madrid, Cruz del Sur, 1964.
- Alicante y la Costa Blanca, Barcelona, Planeta, 1965.
- Nosotros, los valencianos (trad. de Josep Palàcios), Barcelone, Península, 1967
- Antes que el sol no queme.../Abans que el sol no creme... : Barcelona, La Galera, 1969.
- Poetas, moriscos y curas, Madrid, Ciencia Nueva, 1969.
- Diccionario para ociosos, Barcelone, Edicions 62, 1970.
- Contra Unamuno y los demás, Barcelonae Península, 1975.
- L’home, mesura de totes les coses, Madrid, Seminarios y Ediciones, 1970.
- Rebeldes y heterodoxos, Esplugues de Llobregat, Ariel, 1972.
- Contra Unamuno y los demás, Barcelone, Península, 1975
- Literatura catalana contemporánea, Madrid, Editora Nacional, 1975.
- Ver el País Valenciano, Barcelona, Destino, 1983.
- Nuevos ensayos civiles (Justo Serna et Encarna Garcia Monerris (ed.)), Madrid, Espasa-Calpe, 2004.
- Sagitario (trad. Maria Rosich ; préf. Mercedes Cebrián), Barcelone, Rayo Verde, 2022.
- Consejos, proverbios e insolencias (trad. Àngela Elena Palacios ;  préf. Suso de Toro), Barcelone, Hurtado & Ortega-Magnànim, 2022.

Anglais
- Alicante y la Costa Blanca, Barcelone, Planeta, 1965.
- Dictionary for the idle (trad. Dominic Keown), Sheffield, Sheffield Academic Press, 1992
- Final judgements (trad.Mary Ann Newman ; préf. Adam Gopnik), Londres, Fum d'Estampa Press, 2022.

Italien
- Dizionario per oziosi (trad. Donatella Siviero ; prologue Costanzo Di Girolamo), Naples, Tulio Pironte, 1994.
- Giudizi finali-Judicis finals (trad. G. Faggin et V. Simbor), Faenza, Mobydick, 2006.

Français
- Alicante y la Costa Blanca. Barcelone, Planeta, 1965.
- Dictionnaire à l'usage des oisifs (trad. de Jean-Marie Barberà ; préfaces de Dominique Maingueneau et Vicent Salvador), Toulouse, Anacharsis, 2010.

Allemand
- Alicante y la Costa Blanca, Barcelona, Planeta, 1965.

Galicien
- Nacionalismo, liberalismo e outros temas (sélections, presentation et traduction de Xesús González Gómez), Saint-Jacques-de-Compostelle, Laiovento, 2022.

## Œuvres complètes
- Obres completes I. Llengua, literatura, història, Barcelone, Edicions 62, 1968
- Obres completes II. Diari 1952-1960, Barcelone, Edicions 62, 1969
- Obres completes III. Viatge pel País Valencià, Barcelone, Edicions 62, 1971
- Obres completes IV. Assaigs 1, Barcelone, Edicions 62, 1975
- Obres completes V. Literatura i llegenda, Barcelone, Edicions 62, 1977
- Obres completes VI. Assaigs 2., Barcelone, Edicions 62, 1991
- Poesia, aforismes, diari, vinyetes i dibuixos. Obra completa (Antoni Furió et Josep Palàcios (ed.)), vol. I, Barcelone, Edicions 62 / Universiste de València / Diputació de Barcelona, 2002
- Assaig I. Assaig II. Obra completa (Antoni Furió et Josep Palàcios (ed.)), Barcelone, Edicions 62 / Universiste de València / Institució Alfons el Magnànim
- Llengua i literatura, I: Dels orígens a la Renaixença (Antoni Furió et Josep Palàcios (ed.)), vol. IV, Barcelone, Edicions 62 / Universiste de València / Institució Alfons el Magnànim
- Llengua i literatura II: Època contemporània (Antoni Furió et Josep Palàcios (ed.)), vol. V, Barcelone, Edicions 62 / Universiste de València / Institució Alfons el Magnànim, 2022